# Mount Buggery (berg i Australien, Victoria, Wangaratta)
Mount Buggery är ett berg i Australien. Det ligger i regionen Wangaratta och delstaten Victoria, omkring 170 kilometer nordost om delstatshuvudstaden Melbourne. Toppen på Mount Buggery är 1 153 meter över havet.
Runt Mount Buggery är det mycket glesbefolkat, med 2 invånare per kvadratkilometer.. Närmaste större samhälle är Mount Buller, omkring 18 kilometer väster om Mount Buggery. 
I omgivningarna runt Mount Buggery växer i huvudsak städsegrön lövskog. Genomsnittlig årsnederbörd är 1 506 millimeter. Den regnigaste månaden är juni, med i genomsnitt 191 mm nederbörd, och den torraste är januari, med 66 mm nederbörd.